# Sawsan Abd-Elrahman Hakim
Sawsan Abd-Elrahman Hakim (Latakia, 4 de junio de 1956) es una científica, investigadora y autora siria, experta en ciencias agrícolas. Ha establecido el Hakim's Center for Science and Creativity, que financia proyectos de jóvenes científicos e investigadores.

## Trayectoria
En 1977 se licenció en agricultura por la Universidad de Tishreen. Al año siguiente, empezó a trabajar en la universidad como profesora, impartiendo cursos de fitomejoramiento, producción y ensayo de semillas, mejora de cultivos y plantas medicinales y aromáticas. Regresó a la universidad para obtener un máster del ICARDA en 1992 y, entre 2005 y 2006, obtuvo un título de practicante/profesional avanzado en programación neurolingüística (PNL) del American Board of Neuro-Linguistic Programming (NLP).
Hakim es miembro de la Junta Americana de Programación Neurolingüística (ABNLP), que la certificó como formadora en 2015. Fundó y dirigió el Centro Hakim para las Ciencias de la Excelencia y la Creatividad, especialista en los campos de las ciencias del autodesarrollo, las capacidades humanas, los programas de desarrollo humano y la programación neurolingüística.

### Investigación
Hakim ha desarrollado varios estudios de investigación que contribuyen en conjunto a una comprensión más amplia de las características del trigo y su potencial para la mejora agrícola.
- Un estudio de evaluación del trigo biodegradable (Triticum dicoccum).[3]
- Variaciones genéticas de gladinatos en trigo dicocum utilizando electrolitos.[3]
- Un estudio del rendimiento de cuatro variedades de trigo duro (Triticum dicoccum var durum) en la región de Buqa en la costa siria.[4]
- Variaciones genéticas del trigo dillum (Triticum dicoccum), para uso en el mejoramiento del trigo para la agricultura en zonas secas.[5]
- Evaluación de variaciones en el grano de trigo para su uso en el mejoramiento del trigo en condiciones de estrés ambiental.[6]
- Variaciones en las proteínas almacenadas en el trigo bovino.[7]

## Reconocimientos
Con motivo de la trigésimo primera semana de la ciencia en 1991, Hakim recibió una mención de reconocimiento de la Universidad de Tishreen por la investigación científica presentada. En 2009 obtuvo el Escudo de la Clínica China de Medicina Especializada en 2009.[cita requerida]

## Publicaciones
- Production of medicinal and aromatic plants in 2007.
- Field Crops Cultivation in 2003.